# دانيال ماكدونل
دانيال ماكدونل (بالإنجليزية: Daniel Mcdonnell)‏ (15 سبتمبر 1988 في الولايات المتحدة - ) هو لاعب كرة طائرة الولايات المتحدة في مركز وسط ‏. لعب مع Trefl Gdańsk ‏.

## وصلات خارجية
- دانيال ماكدونل على موقع الاتحاد الأوروبي (الإنجليزية)
- دانيال ماكدونل على موقع عالم الكرة الطائرة (الإنجليزية)
- دانيال ماكدونل على موقع Ligue Nationale de Volley (الفرنسية)
- دانيال ماكدونل على موقع اللجنة الأولمبية والبارالمبية الأمريكية (الإنجليزية)